# Мюсси-сюр-Сен (кантон)
Мюсси́-сюр-Сен (фр. Mussy-sur-Seine) — упразднённый кантон во Франции, находился в регионе Шампань — Арденны, департамент Об. Входил в состав округа Труа. Всего в кантон Мюсси-сюр-Сен входили 8 коммун, из них главной коммуной была Мюсси-сюр-Сен. 22 марта 2015 года все 8 коммун перешли в кантон Бар-сюр-Сен,

## Коммуны кантона
| Коммуна        | Население, чел. (2006) | Почтовый индекс | Код INSEE |
| -------------- | ---------------------- | --------------- | --------- |
| Жье-сюр-Сен    | 520                    | 10250           | 10170     |
| Куртрон        | 122                    | 10250           | 10111     |
| Мюсси-сюр-Сен  | 1 185                  | 10250           | 10261     |
| Нёвиль-сюр-Сен | 367                    | 10250           | 10262     |
| Плен-Сен-Ланж  | 321                    | 10250           | 10288     |
| Полизи         | 191                    | 10110           | 10296     |
| Полизо         | 331                    | 10110           | 10295     |
| Сель-сюр-Урс   | 441                    | 10110           | 10070     |

## Население
| 1962 | 1968 | 1975 | 1982 | 1990 | 1999 | 2006 | 2012 |
| ---- | ---- | ---- | ---- | ---- | ---- | ---- | ---- |
| 3817 | 4077 | 4260 | 4127 | 3886 | 3584 | 3461 | 3395 |